# Echinopepon
Echinopepon é um género botânico pertencente à família Cucurbitaceae.

## Espécies
| - Echinopepon arachoides - Echinopepon arachoideus - Echinopepon araneosus | - Echinopepon belizensis - Echinopepon bigelovii - Echinopepon calcitrapa |